# زمین‌لرزه ۱۹۸۵ پیچیلمو
زمین‌لرزهٔ سال ۱۹۸۵ میلادی در پیچیلمو، یک زمین‌لرزه با ۷٫۵ در بزرگای گشتاوری بود که در ۸ آوریل ۱۹۸۵، ساعت ۲۱:۵۶ به وقت محلی (۱:۵۶ به وقت جهانی) رخ داد.